# Chapelle Saint-Nicolas de Plufur
La chapelle Saint-Nicolas est un lieu de culte catholique situé dans la commune de Plufur, dans le département français des Côtes-d'Armor, en Bretagne. Construite en 1499, elle est l'archétype du style Beaumanoir, qui va se répandre principalement dans le Bas-Trégor, parfois dans le Léon, et jusqu'en Cornouaille.

## Historique

### Controverse sur le nom de l'architecte
Sur le mur ouest et ses contreforts court une inscription gravée, répartie en six paragraphes de trois lignes chacun. Le quatrième paragraphe donne pour la construction l'année 1499. L'inscription est relevée au début du XIXe siècle par l'abbé Alexis Thos, vicaire à Plounévez-Quintin. Après examen sur place, René Couffon apporte quelques corrections. En 1938, il déduit de cette inscription que le maître tailleur de pierre Philippe Beaumanoir est l'architecte de la chapelle. En 1960, Pierre Barbier tire la même conclusion. L'inscription est à nouveau relevée en 1976 par Gilles Ollivier. Les deux premiers paragraphes disent :
« V de Plusquellec de Boncueur de Bruil

qui estoit seigne fit le devis de ceste

eglise en telle forme et a la guise

R : Leros estot misur de cette chapele

et gouvarneur Ph : Beaumanoir

fut sans faille M ouprier en pierre… »
L'inscription est encore relevée et corrigée par Yves-Pascal Castel et Christian Millet. En 1989, à partir de chaque paragraphe de trois lignes, ils reconstituent une strophe rimée, un quatrain octosyllabique. Le texte des deux premiers paragraphes devient :
V[incent] de Plusquellec de Boncueur

De Bruil[ac] qui estoit seign[eur]

Fit le devis de ceste eglise

E[n] telle forme et a sa guise

R[ené] Leros esto[i]t mis[e]ur

De ceste chapel[le] et gouvarneur

Ph[ilippes] Beaumanoir

Fut sans faille M ouprier en pierre…
Les deux auteurs reconnaissent que leur traduction finale est « loin d'être certaine dans sa totalité ». Mais ils expriment un avis différent de celui de René Couffon et de Pierre Barbier : « Si l'inscription de la chapelle Saint-Nicolas de Plufur fonde l'émergence de l'atelier Beaumanoir, la présence d'un certain Plusquellec ne peut être tenue sous silence. » Selon eux, l'inscription semble indiquer que la paternité de l'œuvre est « pour le moins partagée » entre Beaumanoir et Plusquellec (qui pourrait, selon eux, être propriétaire de la carrière de Bruillac, en Plounérin).
« Si le débat reste ouvert concernant la paternité des solutions formelles employées, dit Michèle Boccard, il n'en reste pas moins vrai que ces solutions vont faire école. »

### Restauration
La chapelle est restaurée en 1914. Elle est laissée un moment à l'abandon. Au milieu des années 1960, les statues sont mises à l'abri dans une autre église. À partir des années 1970, la charpente et une partie de la toiture et des murs sont restaurées par l'Association des amis de la chapelle Saint-Nicolas, avec le concours d'un étudiant en architecture.
Propriétaire de la chapelle, la commune, qui a déjà en charge la restauration de l'église Saint-Florent, prend le relais. En 1999, le clocher de la chapelle est consolidé. En janvier 2010, trois nouvelles portes sont posées : sur le mur ouest, sur l'élévation sud de la nef et sur l'élévation nord du chœur. Des vitraux sont exécutés selon des croquis tracés une trentaine d'années plus tôt par Hubert de Sainte-Marie, le maître verrier de Quintin. En 2012, les vitraux sont en place, mais la balustrade du clocher n'est pas encore remontée.

## Plan, élévation, dimensions
En forme de croix latine, orientée liturgiquement d'est en ouest, la chapelle se compose d'un clocher-mur à l'ouest, d'une nef à un seul vaisseau, d'un vrai transept, d'un chœur et d'une abside à trois pans égaux, percés de trois fenêtres. La nef, à l'intérieur, est longue de 9 m et large de 6,30 m. Le transept, à l'intérieur, est long de 10,60 m et large de 4 m. Le chœur est profond de 6,70 m. Une petite sacristie basse, couverte en pierre de taille, en appentis, se trouve à l'extérieur, dans l'angle du croisillon sud et du chœur.

## Extérieur

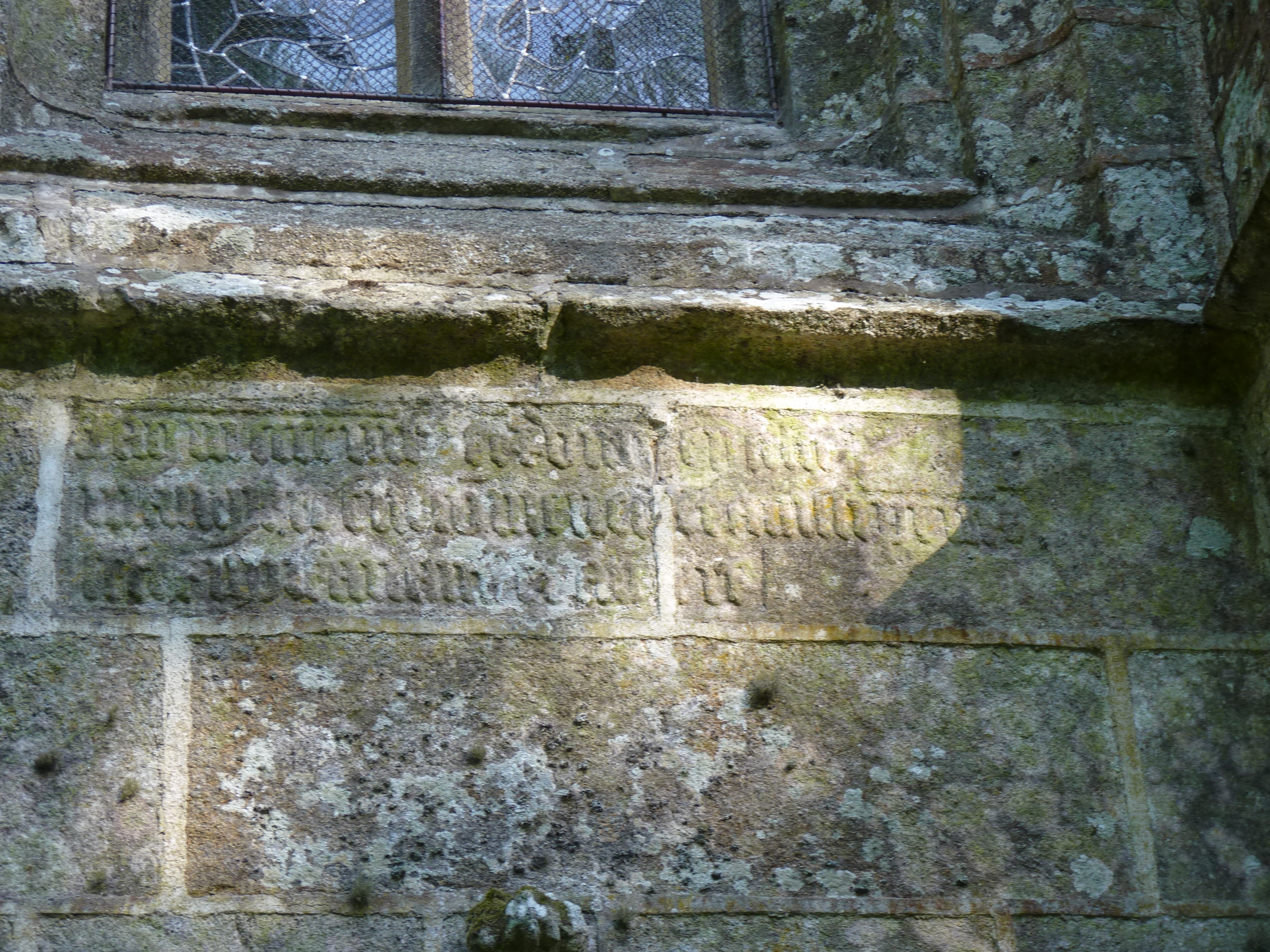
La quatrième strophe de l'inscription est gravée au-dessus de l'entrée ouest. Elle date la chapelle de 1499.

La chapelle Saint-Nicolas présente deux particularités qui vont devenir celles du style Beaumanoir : 
- un clocher-mur bien plus élancé que le clocher-mur des paroisses modestes du XVe siècle ;
- un chevet à trois pans percés de trois fenêtres surmontées de gables, et à couverture à noues multiples.

### Clocher-mur «Beaumanoir»
En Bretagne, au XVe siècle, le clocher-mur est très simple, avec un clocheton percé d'une seule baie. Seules les paroisses les plus opulentes peuvent prétendre à une tour, couronnée d'une flèche. L'architecte trouve ici une solution intermédiaire : un clocher-mur élancé. Il va charger le sommet du pignon, mais en répartissant la pression unitaire, et en contrebutant de façon à éviter un déversement du mur.
Le mur ouest de Saint-Nicolas est épais (1,20 à 1,30 m). De part et d'autre du porche, il est raidi par quatre contreforts, deux à l'avant, deux à l'arrière. On trouve déjà des contreforts jouant ce rôle dans l'architecture romane bretonne. Ici, la particularité des contreforts encadrant le porche est d'être de section constante et de monter bien plus haut que le faîtage de la nef. La portion centrale du mur forme donc avec ses quatre contreforts une solide pile dont la section serait un H écrasé (3,75 × 2,50 m). La section est suffisante pour que la pression unitaire reste acceptable ; tandis que, grâce à l'inertie transversale, l'ensemble est stable. Le clocher peut donc s'élever très haut.

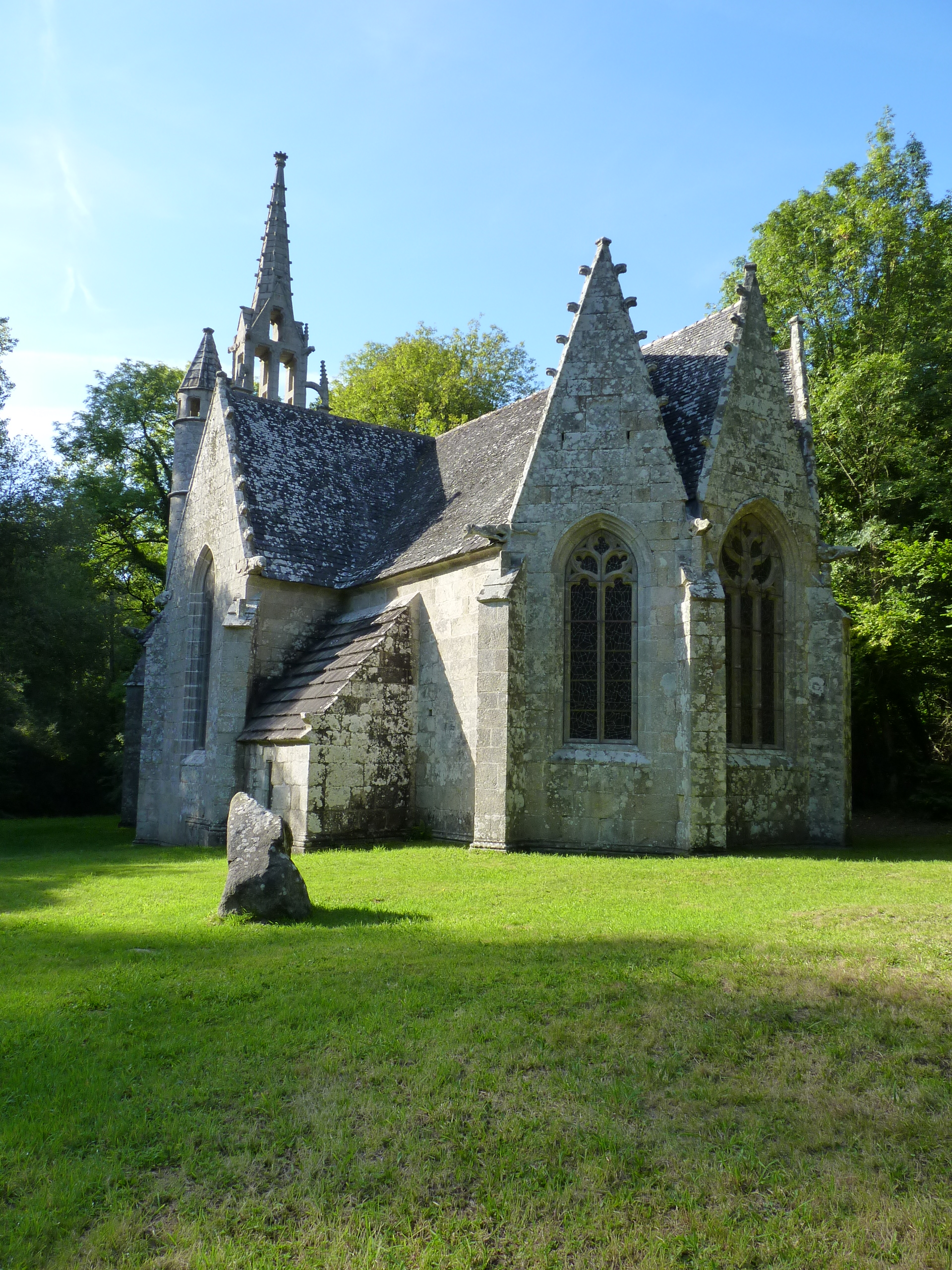
Le croisillon sud, la sacristie et le chevet.

La pile en H supporte une plate-forme en pierre. Les angles de celle-ci reposent sur les contreforts. Ses bords reposent sur des assises en encorbellement. Elle se trouve à grande hauteur : à 2,70 m au-dessus du faîtage de la nef, à 14,20 m du sol.
Elle supporte un beffroi très léger, à deux baies jumelles, surmontées d'une troisième plus petite. Les quatre piliers d'angle d'une balustrade disparue supportent les arcs-boutants du beffroi, et de petits pinacles de charge. Le beffroi est couronné d'une flèche octogonale. Le clocher s'élance ainsi à 14,60 m au-dessus du faîtage du toit, à 26,10 m du sol. Une tourelle d'escalier, accostée au clocher, permet d'accéder à la plate-forme.

### Chevet à trois pans, à hauts gables et à noues multiples
On rencontre au XVe siècle, en Bretagne, deux types de chevet :
- le chevet plat, qui est en grande faveur[26] ;
- le chevet polygonal, dont chaque pan est percé d'une fenêtre. Il a l'avantage d'offrir au maître-autel un éclairage latéral. Les pans sont quadrangulaires. La couverture est en croupe, à pans[25].

L'architecte de Saint-Nicolas opte pour le chevet polygonal — à trois pans. Mais il élève un haut gable au-dessus de chaque fenêtre, ce qui est une nouveauté en Bretagne : on trouvait des gables servant de pignon à des chapelles extérieures ou à des porches (parfois à quatre noues orthogonales), mais on n'en trouvait pas sur des chevets d'église sans déambulatoire. 
La couverture de ce chevet est à noues multiples : elle est formée de trois petits toits, qui sont séparés par des noues avant de se raccorder en un même point au faîtage du chœur.

### Ornementation

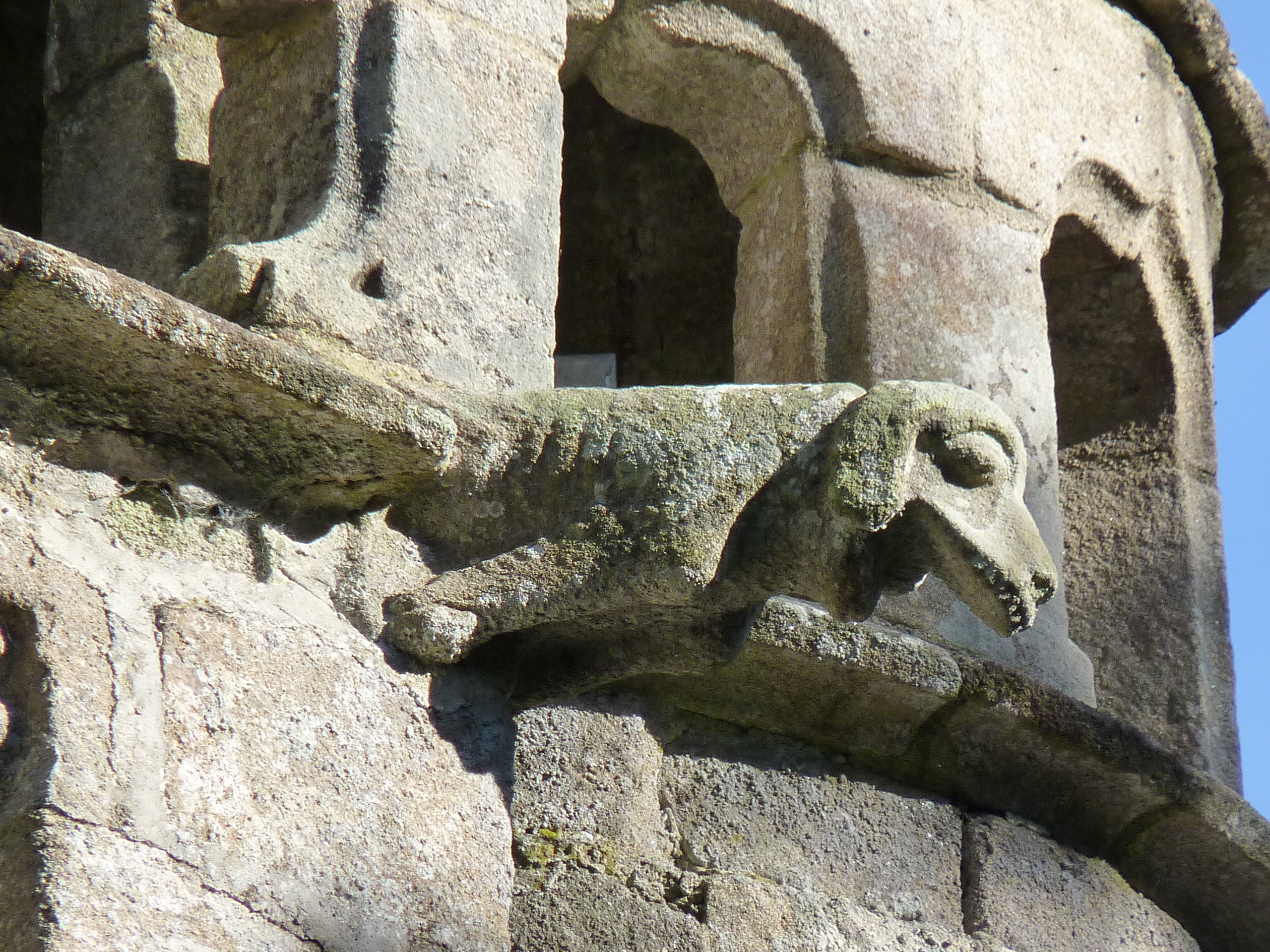
Chimère à l'angle sud-ouest du clocher
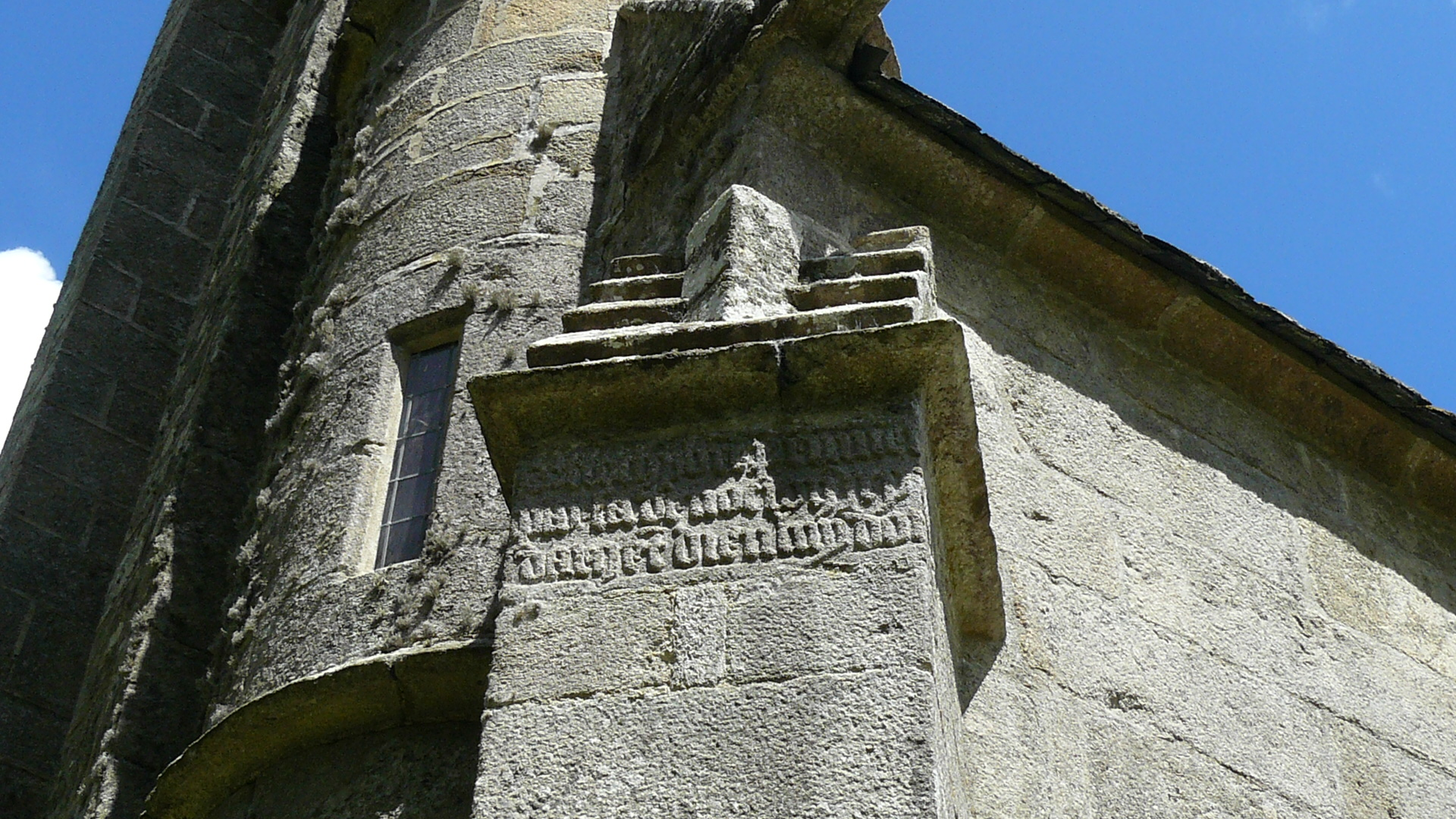
La sixième strophe gravée
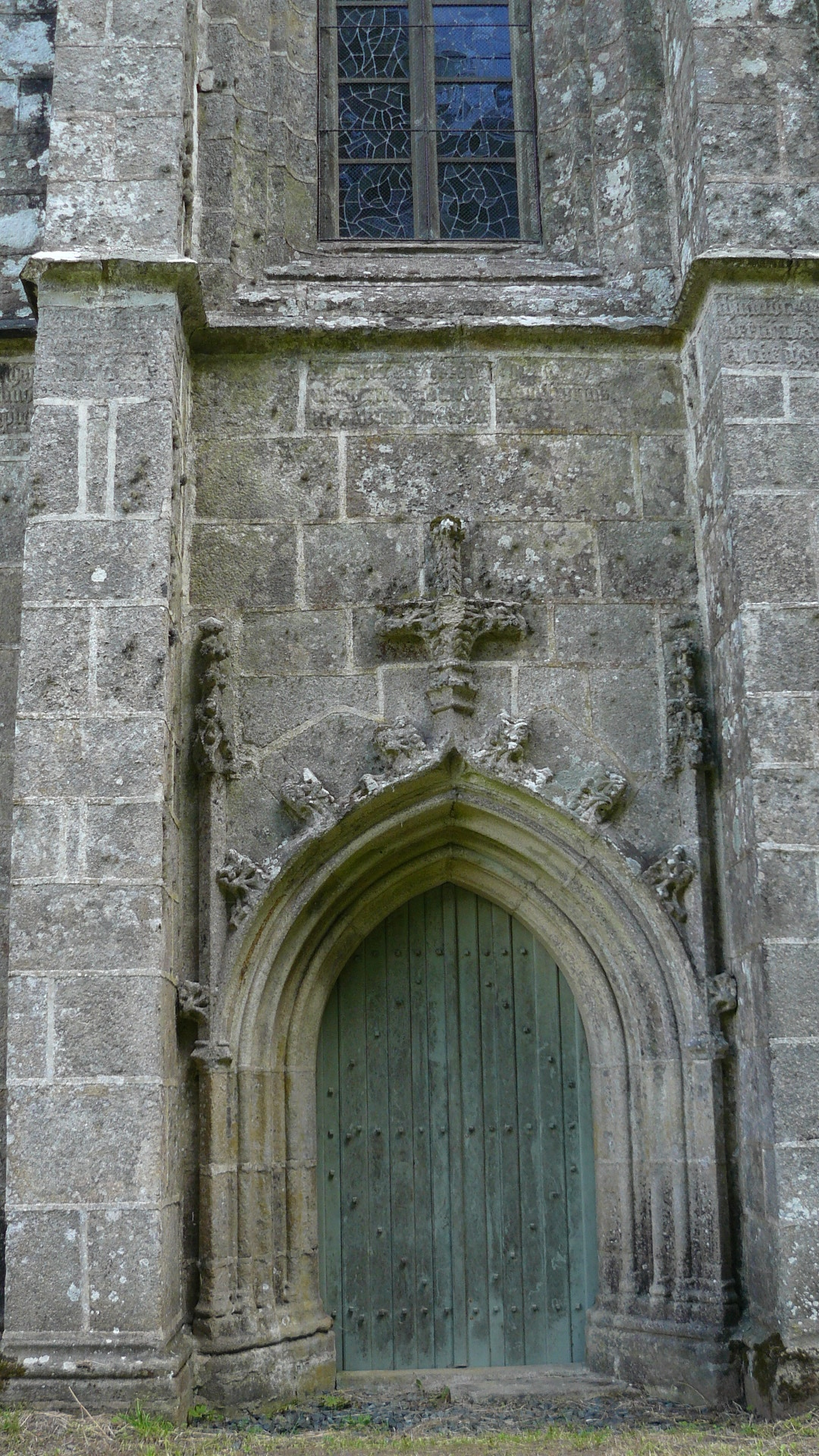
La porte ouest
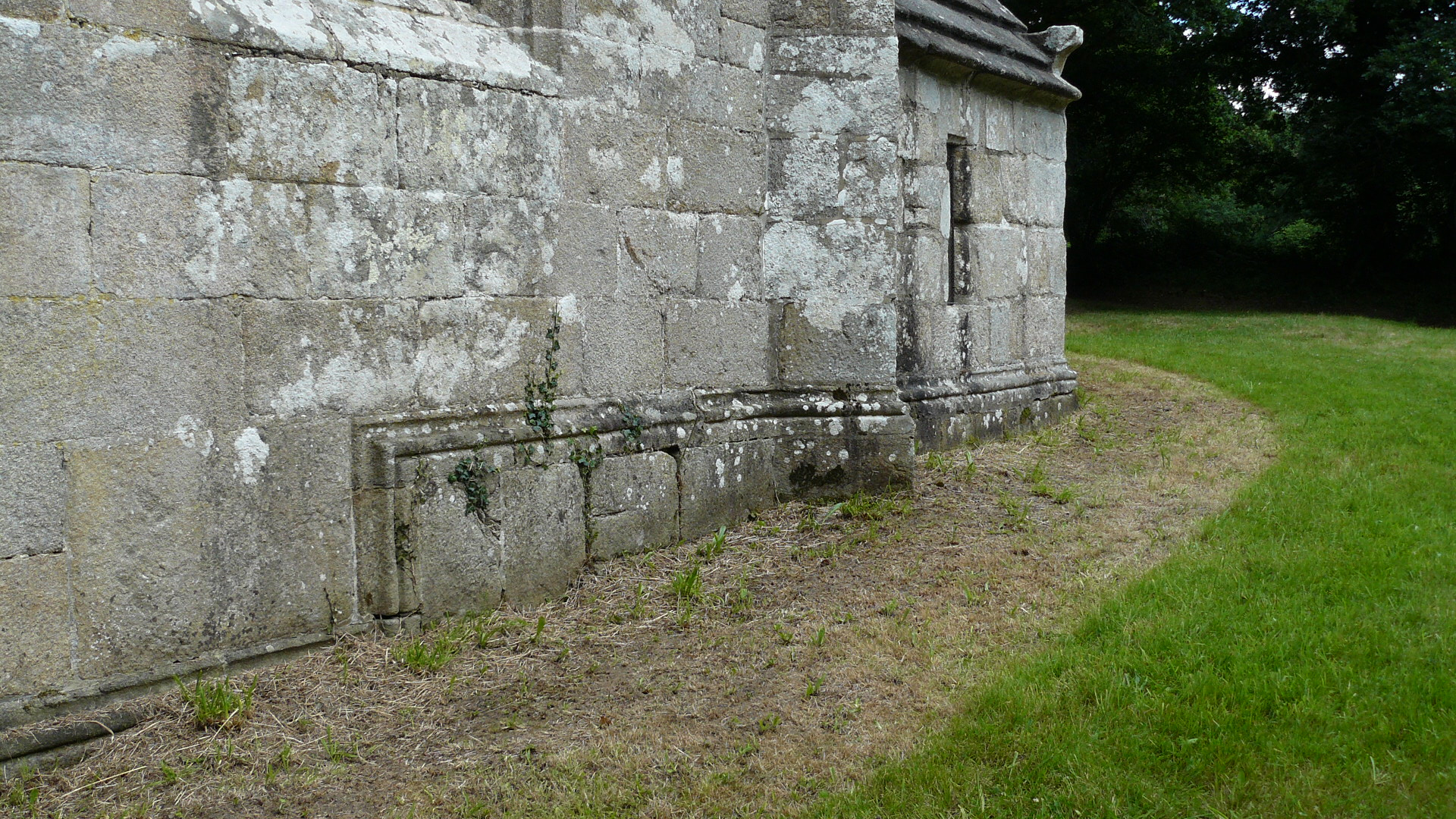
Plinthe du croisillon sud

L'ornementation extérieure se marie étroitement à l'architecture, et va devenir une marque du style Beaumanoir. On voit des chimères purement décoratives, d'autres faisant fonction de gargouilles. On les trouve aux angles de la table du clocher, ainsi qu'aux angles du beffroi, de la nef, des croisillons et du chevet. Yves-Pascal Castel et Christian Millet font observer : « Dans ces gargouilles qu'il ne faut pas ranger trop vite au rayon de la production mineure, se déploient non seulement la verve du tailleur de pierre, mais encore un sens juste de la composition. Les monstres de Beaumanoir sont souvent des chefs-d'œuvre, où l'allure franche de la masse se combine à une silhouette énergique. »
La balustrade à mouchettes flamboyantes va elle aussi devenir une marque du style Beaumanoir. Celle de la chapelle Saint-Nicolas, détruite, est en attente de restauration. D'autres sculptures viennent encore agrémenter l'extérieur de l'édifice, mais en lui gardant toute sa simplicité. Les arêtes de la flèche, ainsi que les gables des croisillons et du chevet sont ornés de crochets. Les fenêtres n'ont d'autre décoration que les moulures de leur ébrasement, et leur remplage. La porte ouest est ornée d'une accolade gothique. Enfin, tout autour de l'édifice, « court une belle plinthe bien moulurée ». Pour Michèle Boccard, « ici, la monumentalisation s'obtient par le dépouillement et la pureté des proportions de l'architecture, plus que par les jeux de contraste et les décors foisonnants qui animent les tours cornouaillaises ». 

## Intérieur
Les huit fenêtres, de style gothique flamboyant, sont grandes : de 3 à 4 m de haut pour 1,20 à 1,50 m de large. En 1940, on compte dans la chapelle trois autels de pierre, le retable du maître-autel, une crédence du XVe siècle, un sacraire du XVe siècle et des statues anciennes : saint Nicolas, la Sainte Trinité, un Ecce homo, saint Jean l'évangéliste et saint Nicodème. La statue de saint Nicolas, très abîmée, a disparu. Lucien Prigent, sculpteur originaire de Trémel, en a fait une nouvelle.

## Saint-Nicolas et les autres édifices de style Beaumanoir
Saint-Nicolas est le plus ancien édifice connu du style Beaumanoir. « De nombreux auteurs », dont René Couffon et André Mussat, y voient un prototype. André Mussat y voit même la plus belle réalisation du style. Pierre Barbier estime que ce « véritable joyau » est le « chef-d'œuvre » de Philippe Beaumanoir. Pour Christian Millet, il s'agit d'« une des œuvres majeures de cette période ».
Le style Beaumanoir va se répandre au XVIe siècle dans le Bas-Trégor, parfois dans le Léon, parfois en Cornouaille. L'influence du clocher-mur Beaumanoir s'étend aussi à l'est, dans le Grand-Trégor, entre le Léguer et le Trieux (où le chevet à noues multiples, en revanche, n'a aucun succès). Le style est imité jusqu'au XVIIIe siècle, et même repris au milieu du XIXe.
Saint-Nicolas est l'œuvre Beaumanoir la mieux conservée : l'isolement de la chapelle, la difficulté d'y accéder l'ont préservée des remaniements, des ajouts, des mutilations. L'extérieur garde intacts ses principaux éléments architecturaux. La chapelle est (avec ses voisines les églises Notre-Dame de Trédrez et Notre-Dame-de-la-Merci de Trémel) un des trois seuls édifices Beaumanoir ayant conservé à la fois leur clocher-mur et leur chevet à noues multiples.

## Protection
L'édifice est classé au titre des monuments historiques par arrêté du 11 mars 1911.

## Localisation, accès, pardon
Plufur se trouve au sud de Plestin-les-Grèves, au nord-ouest des Côtes-d'Armor, tout près du Finistère, dans le pays de tradition du Bas-Trégor. La chapelle, « joyau méconnu », se cache dans un « site admirable », un lieu isolé de la vallée du Yar, au sud-ouest du bourg de Plufur.
À Trémel (sur la route D 42 qui relie la voie rapide RN 12 à Plestin), on emprunte la route D 32 menant à Plufur. Un chemin fléché se trouve sur la droite, 800 m après Trémel. Le trajet restant (700 m) s'effectue à pied.
Le pardon a lieu le dimanche le plus proche du 15 août.